# Bagan Jawa Pesisir
Bagan Jawa Pesisir is een bestuurslaag in het regentschap Rokan Hilir van de provincie Riau, Indonesië. Bagan Jawa Pesisir telt 2167 inwoners (volkstelling 2010).